# Saguia el-Hamra (riu)

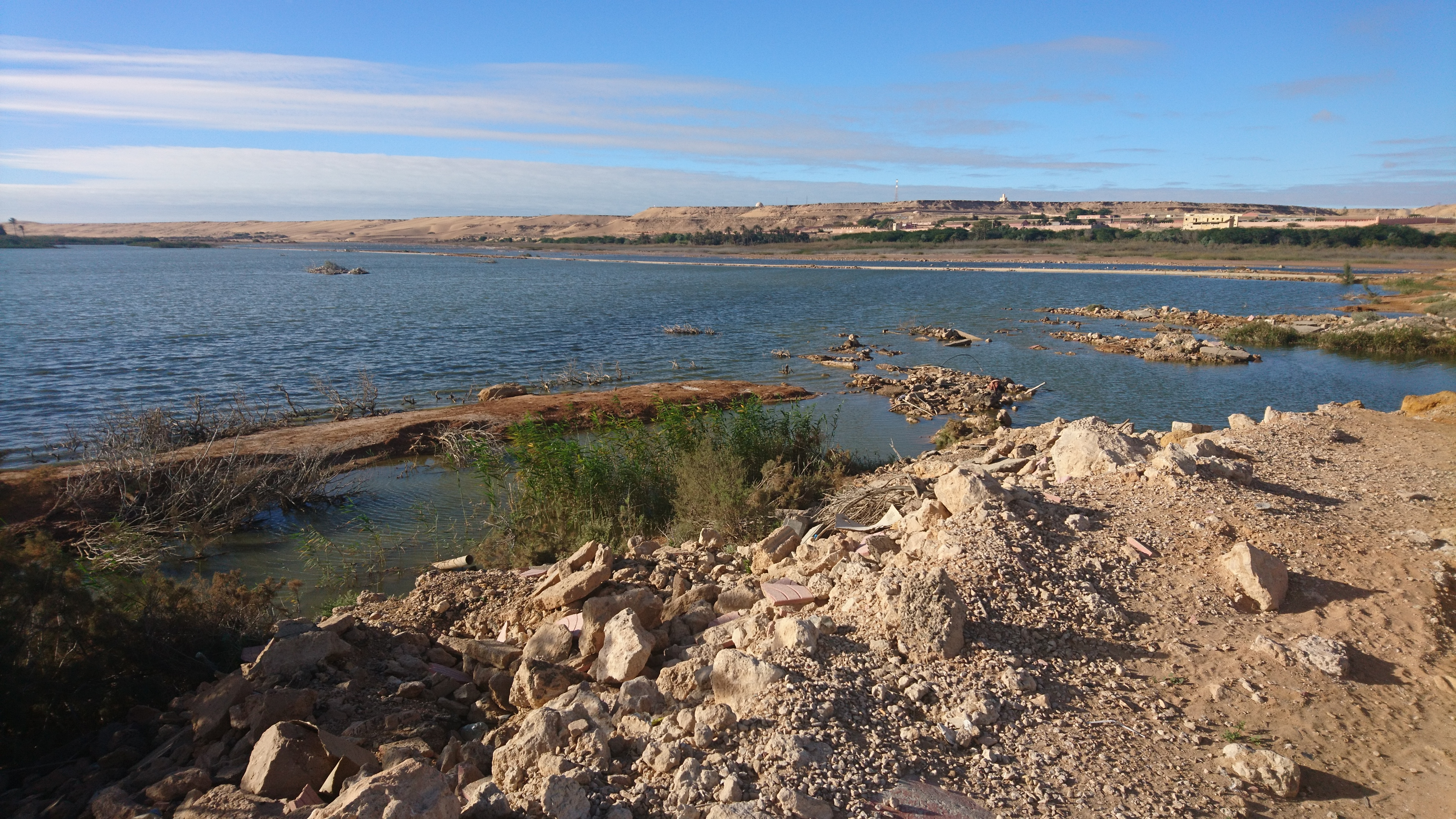

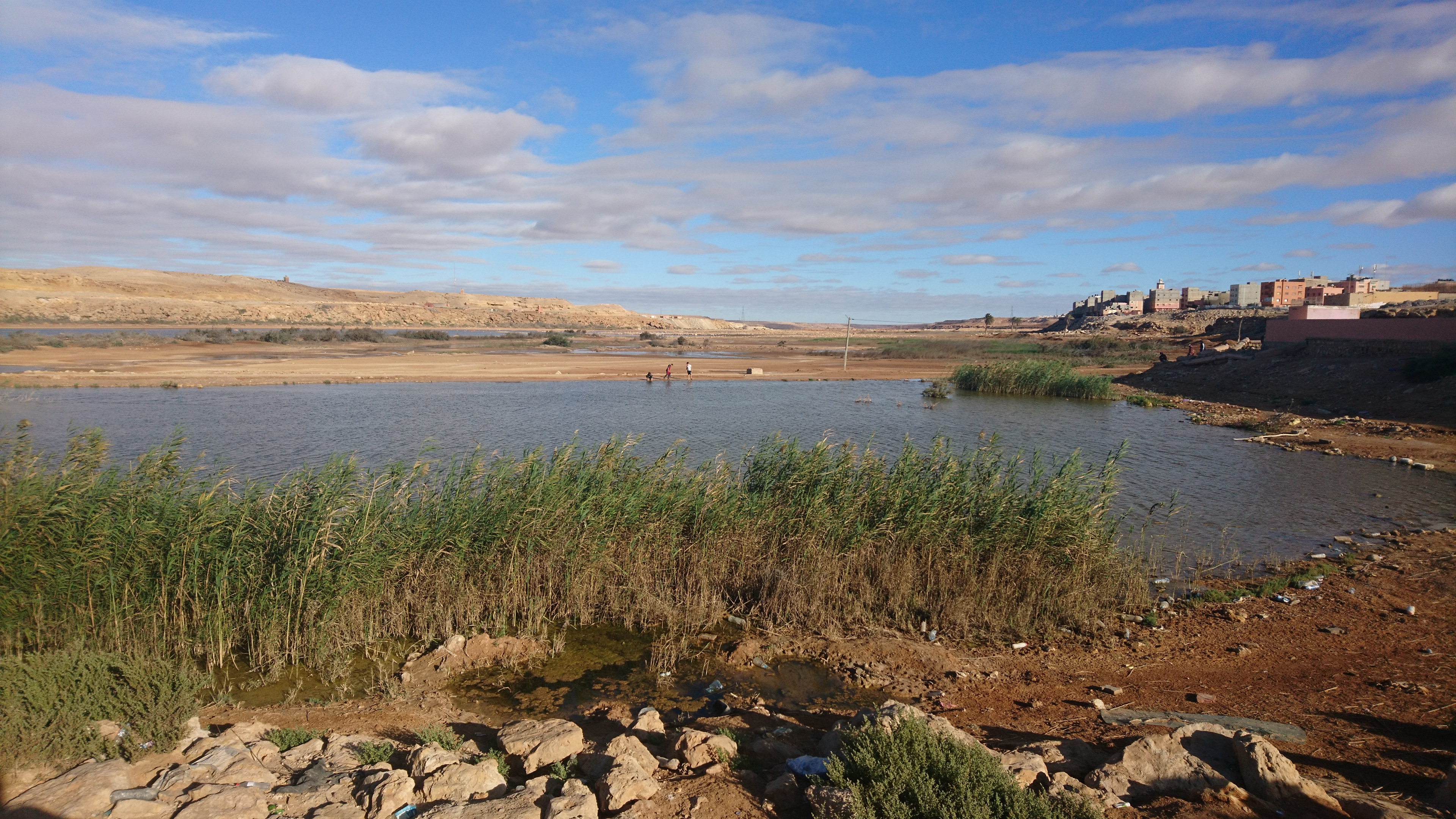

El riu (uadi) Saguia el-Hamra (en àrab: الساقية الحمراء) és un wadi i un riu intermitent que s'eleva en el nord-est del territori disputat del Sàhara Occidental, que el Marroc reclama com a propi i que aquesta a uns 30 quilòmetres al sud-est de Farsia. El wadi continua cap a l'oest, passant prop de Haouza i Smara abans d'unir-se amb l'intermitent Oued el Khatt just al sud d'Al-Aaiun en la costa atlàntica. El wadi dona el seu nom a la regió de Saguia el-Hamra.
En febrer de 2016 els astronautes a bord de l'Estació Espacial Internacional fotografiaren l'àrea al voltant d'Al Aaiun, amb el reiu Saguia el-Hamra clarament visible. La imatge es pot veure aquí.